# Gia tài của ngoại
Gia tài của ngoại (tựa gốc tiếng Anh: How To Make Millions Before Grandma Dies, tiếng Thái: หลานม่า) là một bộ phim điện ảnh Thái Lan được phát hành năm 2024, do Pat Boonnitipat làm đạo diễn kiêm viết kịch bản, với sự tham gia của các diễn viên Putthipong Assaratanakul, Usha Seamkhum.

## Nội dung
M là một sinh viên đại học đã bỏ học để trở thành người bình luận trò chơi, một công việc anh hy vọng sẽ kiếm được nhiều tiền, nhưng mọi thứ không như anh nghĩ. M đã thấy ví dụ từ Mui, một người em họ trẻ tuổi thừa kế căn biệt thự hàng chục triệu từ việc Agong đã mất. M tình nguyện chăm sóc Amah của anh, người mắc ung thư giai đoạn cuối và sống một mình, để mong nhận được thừa kế.

## Diễn viên

### Diễn viên chính
- Putthipong Assaratanakul vai M, một chàng trai trẻ bỏ học để chăm sóc ngoại của mình
- Usha Seamkhum vai Amah / Mengju, một bà lão 79 tuổi mắc ung thư ruột giai đoạn cuối và sống một mình

### Diễn viên phụ
- Sarinrat Thomas vai Chew, con gái duy nhất của Mengju và là mẹ đơn thân của M
- Sanya Kunakorn vai Kiang, con trai cả của Mengju
- Duangporn Oapirat vai Pinn, vợ của Kiang
- Pongsatorn Jongwilas vai Soei, con út của Mengju, một công nhân thất bại
- Himawari Tajiri vai Rainbow, con gái duy nhất của Kiang và Pinn
- Tontawan Tantivejakul vai Mui, em họ của M

## Sản xuất
How To Make Millions Before Grandma Dies hoặc Lahn Mah là một trong những dự án của GDH vào năm 2023. Ban đầu nó được đặt tên là The Chinese Family, bởi vì nội dung xoay quanh mối quan hệ của một gia đình người Thái gốc Hoa. Bộ phim được lấy cảm hứng từ sự kiện có thật đã xảy ra trong xã hội Thái đương đại.
Dàn diễn viên chính bao gồm Putthipong "Billkin" Assaratanakul, và cũng là màn trình diễn đầu tiên của nữ diễn viên Usha Seamkhum.
Talat Phlu, một cộng đồng truyền thống được công nhận là một trong những Phố Tàu của Băng Cốc, nơi được chọn làm địa điểm ghi hình. Bằng cách mô tả nó là một phường của Amah.

## Phát hành
Bộ phim được phát hành vào ngày 4 tháng 4 năm 2024. Trong vòng 14 ngày đầu, nó đã thu được 250 triệu baht trên toàn quốc, khiến nó trở thành phim Thái có doanh thu phòng vé cao nhất năm 2024. Sau đó, nó giữ vị trí thứ 11 trong top phim Thái có doanh thu cao nhất mọi thời đại và phim GDH có doanh thu cao nhất tại Vùng đô thị Bangkok và Chiang Mai.
Tại Indonesia, phim được phát hành vào ngày 15 tháng 5 năm 2024 với nhiều thành công. Nó được xem là bộ phim GDH có doanh thu cao nhất tại Indonesia, vượt qua 700.000 lượt vé của bộ phim kinh dị Thái-Hàn The Medium vào năm 2021, và trở thành phim điện ảnh châu Á lớn thứ hai tại Indonesia, theo sau Exhuma.
Bộ phim trở thành phim Thái có doanh thu phòng vé cao nhất tại Singapore từ ngày 6 đến ngày 9 tháng 6, với $1,16 triệu.
Tại Việt Nam, phim được khởi chiếu từ ngày 7 tháng 6 năm 2024. Với doanh thu mở màn 20 tỉ đồng sau gần một tuần chiếu sớm. Chỉ trong ba ngày cuối tuần, bộ phim thu về gần 17 tỉ đồng với gần 6.000 suất chiếu, đứng đầu bảng xếp hạng doanh thu phòng vé Việt tại thời điểm đó. Với doanh thu trên, Gia tài của ngoại đã trở thành phim Thái Lan có doanh thu mở màn cao nhất trong lịch sử phòng vé Việt, vượt qua thành tích mở màn của loạt phim điện ảnh trước đó như: Ngược dòng thời gian để yêu anh với 13 tỉ đồng, Yêu nhầm bạn thân thu về 12 tỉ đồng và Thiên tài bất hảo với khoảng 8 tỉ đồng.